# Междущатска магистрала 5
Междущатска магистрала 5 или магистрала 5 или 5-цата (Interstate 5, съкратено I-5) е най-западната междущатска магистрала в САЩ. Нечетният ѝ номер показва, че е с посока на маршрута север-юг, въпреки че през голяма част от Южна Калифорния е със северозападно-югоизточна насоченост. Южната крайна точка на магистрала 5 е на Американско-мексиканската граница в община Сан Исидро, Сан Диего. Северната крайна точка на магистрала 5 е на Американско-канадската граница в Блейн, щата Вашингтон.
Магистрала 5 свързва повечето метрополиси в Калифорния (Сан Диего, Лос Анджелис и Сакраменто); Орегон (Юджийн, Салем и Портланд); и Вашингтон (Такома и Сиатъл).
Метрополиса, който не е директно свързан с магистралата е Районът на Санфранциския залив в Калифорния, който е на около 130 км (80 мили) на запад от I-5. На юг, Междущатска магистрала 580 се отделя от магистрала 5 към Сан Франциско, докато, на север, Междущатска магистрала 505 се спуска на юг към Междущатска магистрала 80, която достига до Сан Франциско.

## Щати и дължина
| км   | Мили    | Щат        |
| ---- | ------- | ---------- |
| 1282 | 796,53  | Калифорния |
| 496  | 308,14  | Орегон     |
| 445  | 276,62  | Вашингтон  |
|      |         |            |
| 2223 | 1381,29 | Общо       |